# Taro Goto
Taro Goto (後藤 太郎 Goto Taro?), född 24 december 1969 i Hiroshima prefektur, är en japansk tidigare fotbollsspelare.
Goto började sin karriär 1992 i Nagoya Grampus Eight. Efter Nagoya Grampus Eight spelade han för JEF United Ichihara och Sagan Tosu. Han avslutade karriären 1998.